# Beddomeia topsiae
Beddomeia topsiae é uma espécie de gastrópode  da família Hydrobiidae.
É endémica da Austrália.